# Xunán kab
Xunán kab (del maya: xunan, señora; kab, miel o abeja.) es el nombre dado en idioma maya a las abejas sin aguijón del género Melipona y/o a la miel de ellas obtenida que reúne ciertas características organolépticas distinguibles.
Xunán kab o Melipona beecheii -las abejas- pertenecen a la tribu Meliponini, existente en las regiones tropicales. En México, el himenóptero se concentra principalmente en la península de Yucatán.

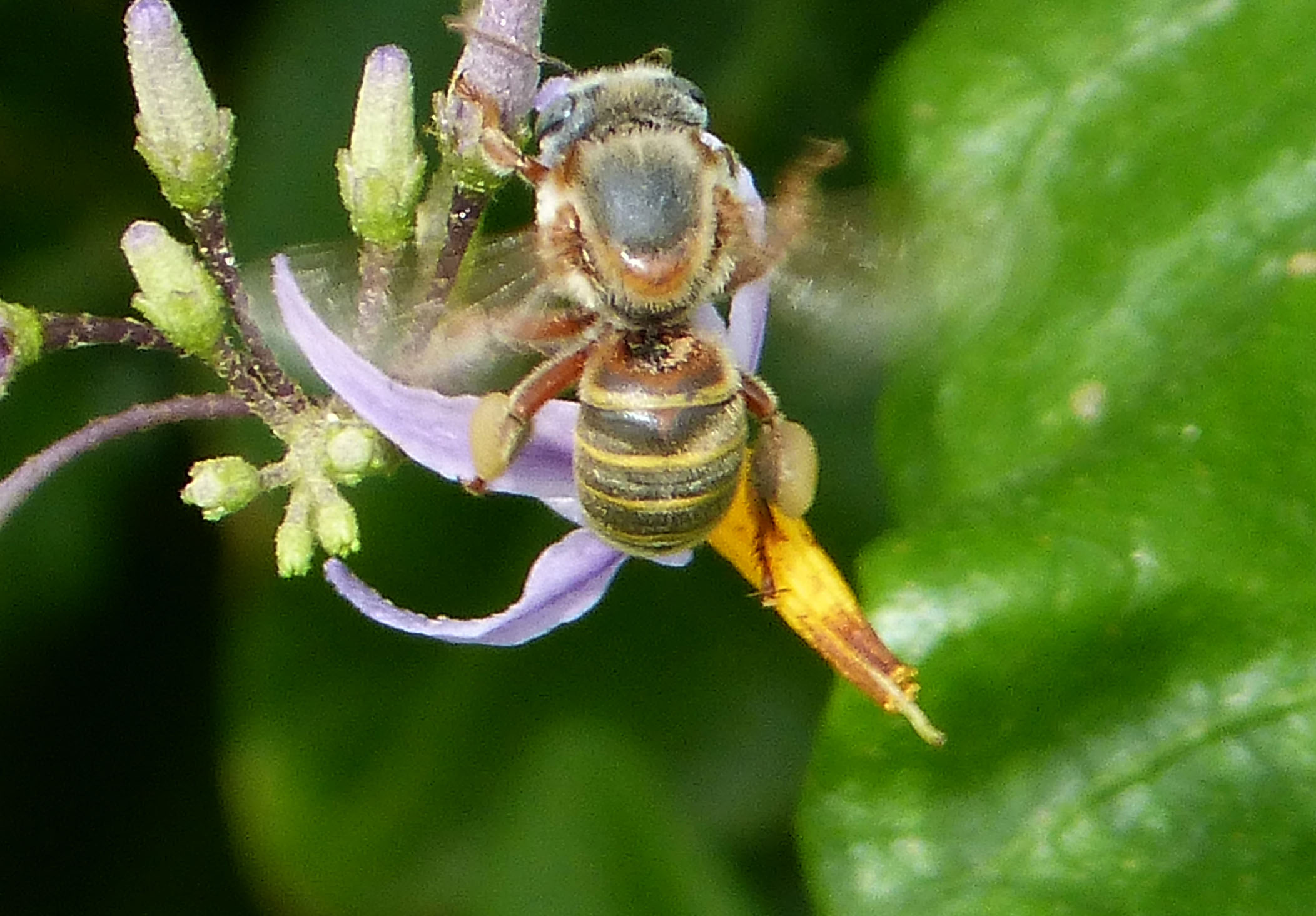
La melipona es una gran productora de miel y cera de Campeche. En maya se llama xunán kab: señora abeja o señora miel.

La cría (de las abejas) o la producción de (la miel) xunán kab (señora abeja o señora miel) en maya, es una tradición cultural ancestral precolombina, aún vigente en algunas comunidades mayas de la península de Yucatán en México.
Los mayas domesticaron a la abeja sin aguijón (Melipona beecheii) de la que obtuvieron miel y cera, ambos productos utilizados en las ceremonias religiosas del pueblo mesoamericano. La cera servía para la producción de velas y el edulcorante, entre otros usos, para la producción del Balché, licor sagrado en esa cultura.
La cría del insecto, así como la cosecha y comercialización de sus productos fue una actividad principal entre los habitantes del Mayab. Tanto la miel como la cera se comercializaron con otros pueblos mucho antes de la llegada de los conquistadores. Durante la época de la colonia, la miel y lo que desde entonces se conoció como cera de Campeche, fueron de los principales productos ofrecidos para la exportación desde la Capitanía General de Yucatán. Los meliponarios contaban con cientos de "jobones" (nidos de abejas en trozos huecos de árbol) que proveían de miel y que los mayas usaron como endulzante y como medicina por sus propiedades como antibiótico moderado y como agente antiinflamatorio.